# Maria Hansen
Maria Hansen (født 1990) er en dansk atlet som er medlem af Københavns IF.
Maria Hansen vandt bronze ved DM i femkamp inde 2012.
Maria Hansen var 2006/2007 elev på på atletiklinien ved sportsefterskolen SINE i Løgumkloster

## Dansk mesterskab
- DM  Bronze 2012 Femkamp inde